# Soupisky mužstev na mistrovství světa ve fotbale 2014 (skupina A)
Toto je soupiska čtyř mužstev skupiny A na Mistrovství světa ve fotbale 2014.

## Brazílie
- Konečná nominace proběhla 7. května 2014 a bylo v ní nominováno celkem 23 fotbalistů.[1]

| Č.        | Jméno               | Datum narození             | Klub                     | Zápasy (góly) | Na MS    | Na MS    | Na MS    | Na MS    | Na MS    |          |
| Č.        | Jméno               | Datum narození             | Klub                     | Zápasy (góly) | Z        | G        | ŽK       | ČK       | min.     |          |
| Brankáři  | Brankáři            | Brankáři                   | Brankáři                 | Brankáři      | Brankáři | Brankáři | Brankáři | Brankáři | Brankáři | Brankáři |
| --------- | ------------------- | -------------------------- | ------------------------ | ------------- | -------- | -------- | -------- | -------- | -------- | -------- |
| 1         | Jefferson           | 2. ledna 1983 (31 let)     | Botafogo FR              | 9 (0)         | 0        | 0        | 0        | 0        | 0        |          |
| 12        | Júlio César         | 3. září 1979 (34 let)      | Toronto FC               | 80 (0)        | 7        | 0        | 1        | 0        | 660      |          |
| 22        | Victor              | 21. ledna 1983 (31 let)    | CA Mineiro               | 6 (0)         | 0        | 0        | 0        | 0        | 0        |          |
| Obránci   |                     |                            |                          |               |          |          |          |          |          |          |
| 2         | Dani Alves          | 6. května 1983 (31 let)    | FC Barcelona             | 75 (5)        | 4        | 0        | 1        | 0        | 390      |          |
| 3         | Thiago Silva –      | 22. září 1984 (29 let)     | Paris Saint-Germain FC   | 46 (2)        | 6        | 1        | 3        | 0        | 570      |          |
| 4         | David Luiz          | 12. dubna 1987 (27 let)    | Paris Saint-Germain FC   | 36 (0)        | 7        | 1        | 0        | 0        | 660      |          |
| 6         | Marcelo             | 18. května 1988 (26 let)   | Real Madrid              | 31 (4)        | 6        | 0        | 0        | 0        | 570      |          |
| 13        | Dante               | 27. října 1983 (30 let)    | FC Bayern Mnichov        | 12 (2)        | 1        | 0        | 1        | 0        | 90       |          |
| 14        | Maxwell             | 26. srpna 1981 (32 let)    | Paris Saint-Germain FC   | 9 (0)         | 1        | 0        | 0        | 0        | 90       |          |
| 15        | Henrique            | 14. října 1986 (27 let)    | SSC Neapol               | 5 (0)         | 1        | 0        | 0        | 0        | 2        |          |
| 23        | Maicon              | 26. července 1981 (32 let) | AS Řím                   | 72 (7)        | 3        | 0        | 0        | 0        | 270      |          |
| Záložníci |                     |                            |                          |               |          |          |          |          |          |          |
| 5         | Fernandinho         | 4. května 1985 (29 let)    | Manchester City FC       | 7 (1)         | 5        | 1        | 1        | 0        | 307      |          |
| 8         | Paulinho            | 25. července 1988 (25 let) | Tottenham Hotspur FC     | 26 (5)        | 6        | 0        | 0        | 0        | 386      |          |
| 11        | Oscar               | 9. září 1991 (22 let)      | Chelsea FC               | 31 (9)        | 7        | 2        | 1        | 0        | 640      |          |
| 16        | Ramires             | 24. března 1987 (27 let)   | Chelsea FC               | 42 (4)        | 7        | 0        | 1        | 0        | 248      |          |
| 17        | Luiz Gustavo        | 23. července 1987 (26 let) | VfL Wolfsburg            | 19 (1)        | 6        | 0        | 2        | 0        | 525      |          |
| 18        | Hernanes            | 29. května 1985 (29 let)   | Inter Milán              | 24 (2)        | 3        | 0        | 0        | 0        | 64       |          |
| 19        | Willian             | 9. srpna 1988 (25 let)     | Chelsea FC               | 7 (1)         | 5        | 0        | 0        | 0        | 150      |          |
| Útočníci  |                     |                            |                          |               |          |          |          |          |          |          |
| 7         | Hulk                | 25. července 1986 (27 let) | FK Zenit Sankt-Petěrburg | 35 (8)        | 6        | 0        | 1        | 0        | 396      |          |
| 9         | Fred                | 3. října 1983 (30 let)     | Fluminense FC            | 34 (16)       | 6        | 1        | 0        | 0        | 471      |          |
| 10        | Neymar              | 5. února 1992 (22 let)     | FC Barcelona             | 49 (30)       | 5        | 4        | 1        | 0        | 457      |          |
| 20        | Bernard             | 8. září 1992 (21 let)      | FK Šachtar Doněck        | 11 (1)        | 3        | 0        | 0        | 0        | 156      |          |
| 21        | Jô                  | 20. března 1987 (27 let)   | CA Mineiro               | 17 (5)        | 3        | 0        | 1        | 0        | 168      |          |
| Trenér    |                     |                            |                          |               |          |          |          |          |          |          |
|           | Luiz Felipe Scolari | 9. listopadu 1948 (65 let) |                          | 22 (16 výher) |          |          |          |          |          |          |

## Chorvatsko
- Konečná nominace proběhla 31. května 2014 a bylo v ní nominováno celkem 23 fotbalistů.[2] Těsně před startem mistrovství světa přišlo mužstvo o záložníka Ivana Močiniće, kterého delší dobu provázelo zranění třísel, nahradil jej Milan Badelj.[3]

| Č.        | Jméno                    | Datum narození              | Klub                | Zápasy (góly) | Na MS    | Na MS    | Na MS    | Na MS    | Na MS    |          |
| Č.        | Jméno                    | Datum narození              | Klub                | Zápasy (góly) | Z        | G        | ŽK       | ČK       | min.     |          |
| Brankáři  | Brankáři                 | Brankáři                    | Brankáři            | Brankáři      | Brankáři | Brankáři | Brankáři | Brankáři | Brankáři | Brankáři |
| --------- | ------------------------ | --------------------------- | ------------------- | ------------- | -------- | -------- | -------- | -------- | -------- | -------- |
| 1         | Stipe Pletikosa          | 8. ledna 1979 (35 let)      | FK Rostov           | 111 (0)       | 3        | 0        | 0        | 0        | 270      |          |
| 12        | Oliver Zelenika          | 14. května 1993 (21 let)    | Lokomotiva Záhřeb   | 0 (0)         | 0        | 0        | 0        | 0        | 0        |          |
| 23        | Danijel Subašić          | 27. října 1984 (29 let)     | AS Monaco FC        | 6 (0)         | 0        | 0        | 0        | 0        | 0        |          |
| Obránci   |                          |                             |                     |               |          |          |          |          |          |          |
| 2         | Šime Vrsaljko            | 10. ledna 1992 (22 let)     | Janov CFC           | 7 (0)         | 2        | 0        | 0        | 0        | 147      |          |
| 3         | Danijel Pranjić          | 2. prosince 1981 (32 let)   | Panathinaikos FC    | 45 (0)        | 2        | 0        | 0        | 0        | 164      |          |
| 5         | Vedran Ćorluka           | 5. února 1986 (28 let)      | FK Lokomotiv Moskva | 72 (4)        | 3        | 0        | 1        | 0        | 270      |          |
| 6         | Dejan Lovren             | 5. července 1989 (24 let)   | Southampton FC      | 24 (20)       | 3        | 0        | 1        | 0        | 270      |          |
| 11        | Darijo Srna –            | 1. května 1982 (32 let)     | FK Šachtar Doněck   | 113 (21)      | 3        | 0        | 0        | 0        | 270      |          |
| 13        | Gordon Schildenfeld      | 18. března 1985 (29 let)    | Panathinaikos FC    | 21 (0)        | 0        | 0        | 0        | 0        | 0        |          |
| 21        | Domagoj Vida             | 29. dubna 1989 (25 let)     | FK Dynamo Kyjev     | 24 (1)        | 0        | 0        | 0        | 0        | 0        |          |
| Záložníci |                          |                             |                     |               |          |          |          |          |          |          |
| 4         | Ivan Perišić             | 2. února 1989 (25 let)      | VfL Wolfsburg       | 29 (3)        | 3        | 2        | 0        | 0        | 258      |          |
| 7         | Ivan Rakitić             | 10. března 1988 (26 let)    | Sevilla FC          | 62 (9)        | 3        | 0        | 1        | 0        | 270      |          |
| 8         | Ognjen Vukojević         | 20. prosince 1983 (30 let)  | FK Dynamo Kyjev     | 55 (4)        | 0        | 0        | 0        | 0        | 0        |          |
| 10        | Luka Modrić              | 9. září 1985 (28 let)       | Real Madrid         | 75 (8)        | 3        | 0        | 0        | 0        | 270      |          |
| 14        | Marcelo Brozović         | 16. listopadu 1992 (21 let) | GNK Dinamo Záhřeb   | 0 (0)         | 1        | 0        | 0        | 0        | 29       |          |
| 15        | Milan Badelj             | 25. února 1989 (25 let)     | Hamburger SV        | 9 (1)         | 0        | 0        | 0        | 0        | 0        |          |
| 19        | Jorge Cruz Campos Sammir | 23. dubna 1987 (27 let)     | Getafe CF           | 6 (0)         | 1        | 0        | 0        | 0        | 72       |          |
| 20        | Mateo Kovačić            | 6. května 1994 (20 let)     | Inter Milán         | 9 (0)         | 3        | 0        | 0        | 0        | 112      |          |
| Útočníci  |                          |                             |                     |               |          |          |          |          |          |          |
| 9         | Nikica Jelavić           | 27. srpna 1985 (28 let)     | Hull City AFC       | 37 (7)        | 2        | 0        | 0        | 0        | 94       |          |
| 16        | Ante Rebić               | 21. září 1993 (20 let)      | ACF Fiorentina      | 5 (1)         | 3        | 0        | 0        | 1        | 45       |          |
| 17        | Mario Mandžukić          | 21. května 1986 (28 let)    | FC Bayern Mnichov   | 50 (13)       | 2        | 2        | 0        | 0        | 180      |          |
| 18        | Ivica Olić               | 14. září 1979 (34 let)      | VfL Wolfsburg       | 92 (18)       | 3        | 1        | 0        | 0        | 228      |          |
| 22        | Eduardo da Silva         | 25. února 1983 (31 let)     | FK Šachtar Doněck   | 64 (29)       | 1        | 0        | 1        | 0        | 21       |          |
| Trenér    |                          |                             |                     |               |          |          |          |          |          |          |
|           | Niko Kovač               | 15. října 1971 (53 let)     |                     | 5 (3 výhry)   |          |          |          |          |          |          |

## Kamerun
- Konečná nominace proběhla 2. června 2014 a bylo v ní nominováno celkem 23 fotbalistů.[4]

| Č.        | Jméno                    | Datum narození              | Klub                     | Zápasy (góly) | Na MS    | Na MS    | Na MS    | Na MS    | Na MS    |          |
| Č.        | Jméno                    | Datum narození              | Klub                     | Zápasy (góly) | Z        | G        | ŽK       | ČK       | min.     |          |
| Brankáři  | Brankáři                 | Brankáři                    | Brankáři                 | Brankáři      | Brankáři | Brankáři | Brankáři | Brankáři | Brankáři | Brankáři |
| --------- | ------------------------ | --------------------------- | ------------------------ | ------------- | -------- | -------- | -------- | -------- | -------- | -------- |
| 1         | Loic Feudjou             | 14. dubna 1992 (22 let)     | Coton Sport FC de Garoua | 2 (0)         | 0        | 0        | 0        | 0        | 0        |          |
| 16        | Charles Itandje          | 2. listopadu 1982 (31 let)  | Konyaspor                | 9 (0)         | 3        | 0        | 0        | 0        | 270      |          |
| 23        | Sammy N´Djock            | 25. února 1990 (24 let)     | Fethiyespor              | 3 (0)         | 0        | 0        | 0        | 0        | 0        |          |
| Obránci   |                          |                             |                          |               |          |          |          |          |          |          |
| 2         | Benoît Assou-Ekotto      | 24. března 1984 (30 let)    | Queens Park Rangers FC   | 22 (0)        | 2        | 0        | 0        | 0        | 180      |          |
| 3         | Nicolas Nkoulou          | 27. března 1990 (24 let)    | Marseille                | 48 (0)        | 3        | 0        | 0        | 0        | 270      |          |
| 4         | Cédric Djeugoué          | 28. srpna 1992 (21 let)     | Coton Sport FC de Garoua | 3 (0)         | 1        | 0        | 0        | 0        | 46       |          |
| 5         | Dany Nounkeu             | 11. dubna 1986 (28 let)     | Beşiktaş JK              | 16 (0)        | 2        | 0        | 1        | 0        | 89       |          |
| 12        | Henri Bedimo             | 4. června 1984 (30 let)     | Olympique Lyon           | 31 (0)        | 1        | 0        | 0        | 0        | 90       |          |
| 14        | Aurélien Chedjou         | 20. června 1985 (28 let)    | Galatasaray SK           | 31 (1)        | 2        | 0        | 0        | 0        | 135      |          |
| 22        | Allan Nyom               | 10. května 1988 (26 let)    | Granada                  | 10 (0)        | 1        | 0        | 0        | 0        | 90       |          |
| Záložníci |                          |                             |                          |               |          |          |          |          |          |          |
| 6         | Alexandre Song           | 9. září 1987 (26 let)       | FC Barcelona             | 47 (0)        | 2        | 0        | 0        | 1        | 139      |          |
| 7         | Landry N´Guémo           | 28. listopadu 1985 (28 let) | FC Girondins de Bordeaux | 40 (3)        | 1        | 0        | 0        | 0        | 90       |          |
| 11        | Jean Makoun              | 29. května 1983 (31 let)    | Stade Rennais FC         | 66 (5)        | 1        | 0        | 0        | 0        | 9        |          |
| 17        | Stéphane Mbia            | 20. května 1986 (28 let)    | Sevilla FC               | 49 (3)        | 3        | 0        | 1        | 0        | 270      |          |
| 18        | Eyong Enoh               | 23. března 1986 (28 let)    | Antalyaspor Kulübü       | 38 (2)        | 3        | 0        | 1        | 0        | 270      |          |
| 20        | Edgar Salli              | 17. srpna 1992 (21 let)     | RC Lens                  | 9 (1)         | 2        | 0        | 1        | 0        | 46       |          |
| 21        | Joël Matip               | 8. srpna 1991 (22 let)      | FC Schalke 04            | 23 (0)        | 2        | 1        | 0        | 0        | 180      |          |
| Útočníci  |                          |                             |                          |               |          |          |          |          |          |          |
| 8         | Benjamin Moukandjo       | 12. listopadu 1988 (25 let) | FC Nantes                | 17 (2)        | 3        | 0        | 0        | 0        | 239      |          |
| 9         | Samuel Eto'o –           | 10. března 1981 (33 let)    | Chelsea FC               | 117 (56)      | 1        | 0        | 0        | 0        | 90       |          |
| 10        | Vincent Aboubakar        | 22. ledna 1992 (22 let)     | FC Lorient               | 24 (2)        | 2        | 0        | 0        | 0        | 142      |          |
| 13        | Eric Maxim Choupo-Moting | 23. března 1989 (25 let)    | 1. FSV Mainz 05          | 26 (12)       | 3        | 0        | 0        | 0        | 246      |          |
| 15        | Pierre Achille Webó      | 20. ledna 1982 (32 let)     | Fenerbahçe SK            | 56 (18)       | 3        | 0        | 0        | 0        | 49       |          |
| 19        | Fabrice Olinga           | 12. května 1996 (18 let)    | SV Zulte-Waregem         | 8 (1)         | 0        | 0        | 0        | 0        | 0        |          |
| Trenér    |                          |                             |                          |               |          |          |          |          |          |          |
|           | Volker Finke             | 24. března 1948 (76 let)    |                          | 16 (7 výher)  |          |          |          |          |          |          |

## Mexiko
- Konečná nominace proběhla 9. května 2014 a bylo v ní nominováno celkem 23 fotbalistů.[5] Zranění kotníku nepustilo na šampionát Juana Carlose Medinu, kterého v sestavě nahradil Miguel Ponce.[6] Zranění také postihlo záložníka Luise Montese, které ho v přípravném utkání postihla zlomenina holenní a lýtkové kosti, nahradit v sestvě jej musel Javier Aquino.[7]

| Č.        | Jméno                         | Datum narození             | Klub                 | Zápasy (góly) | Na MS    | Na MS    | Na MS    | Na MS    | Na MS    |          |
| Č.        | Jméno                         | Datum narození             | Klub                 | Zápasy (góly) | Z        | G        | ŽK       | ČK       | min.     |          |
| Brankáři  | Brankáři                      | Brankáři                   | Brankáři             | Brankáři      | Brankáři | Brankáři | Brankáři | Brankáři | Brankáři | Brankáři |
| --------- | ----------------------------- | -------------------------- | -------------------- | ------------- | -------- | -------- | -------- | -------- | -------- | -------- |
| 1         | José de Jesús Corona          | 26. ledna 1981 (33 let)    | Cruz Azul            | 34 (0)        | 0        | 0        | 0        | 0        | 0        |          |
| 12        | Alfredo Talavera              | 18. září 1982 (31 let)     | Deportivo Toluca FC  | 14 (0)        | 0        | 0        | 0        | 0        | 0        |          |
| 13        | Guillermo Ochoa               | 13. července 1985 (28 let) | AC Ajaccio           | 59 (0)        | 4        | 0        | 0        | 0        | 360      |          |
| Obránci   |                               |                            |                      |               |          |          |          |          |          |          |
| 2         | Francisco Javier Rodríguez    | 20. října 1981 (32 let)    | Club América         | 95 (1)        | 4        | 0        | 0        | 0        | 360      |          |
| 3         | Carlos Arnoldo Flores Salcido | 2. dubna 1980 (34 let)     | Tigres UANL          | 122 (10)      | 2        | 0        | 0        | 0        | 91       |          |
| 4         | Rafael Márquez –              | 13. února 1979 (35 let)    | Club León            | 120 (15)      | 4        | 1        | 2        | 0        | 360      |          |
| 5         | Diego Reyes                   | 19. září 1992 (21 let)     | FC Porto             | 14 (0)        | 1        | 0        | 0        | 0        | 45       |          |
| 7         | Miguel Layún                  | 25. června 1988 (25 let)   | Club América         | 15 (2)        | 4        | 0        | 0        | 0        | 360      |          |
| 15        | Héctor Moreno                 | 17. ledna 1988 (26 let)    | RCD Espanyol         | 53 (1)        | 4        | 0        | 1        | 0        | 315      |          |
| 16        | Miguel Ponce                  | 12. dubna 1989 (25 let)    | Deportivo Toluca FC  | 8 (1)         | 0        | 0        | 0        | 0        | 0        |          |
| 18        | Andrés Guardado               | 28. září 1986 (27 let)     | Bayer 04 Leverkusen  | 104 (14)      | 4        | 1        | 1        | 0        | 333      |          |
| 22        | Paul Aguilar                  | 6. března 1986 (28 let)    | Club América         | 30 (3)        | 4        | 0        | 2        | 0        | 360      |          |
| Záložníci |                               |                            |                      |               |          |          |          |          |          |          |
| 6         | Héctor Herrera                | 19. dubna 1990 (24 let)    | FC Porto             | 13 (0)        | 4        | 0        | 0        | 0        | 346      |          |
| 8         | Marco Fabián                  | 26. července 1989 (24 let) | Cruz Azul            | 15 (6)        | 3        | 0        | 0        | 0        | 41       |          |
| 17        | Isaac Brizuela                | 28. srpna 1990 (23 let)    | Toluca               | 7 (0)         | 0        | 0        | 0        | 0        | 0        |          |
| 20        | Javier Aquino                 | 11. února 1990 (24 let)    | Villarreal CF        | 22 (0)        | 0        | 0        | 0        | 0        | 0        |          |
| 21        | Carlos Peňa                   | 29. března 1990 (24 let)   | Club León            | 16 (2)        | 1        | 0        | 0        | 0        | 11       |          |
| 23        | José Juan Vázquez             | 14. března 1988 (26 let)   | Club León            | 5 (0)         | 3        | 0        | 2        | 0        | 270      |          |
| Útočníci  |                               |                            |                      |               |          |          |          |          |          |          |
| 9         | Raúl Jiménez                  | 5. května 1991 (23 let)    | Club América         | 25 (4)        | 1        | 0        | 0        | 0        | 6        |          |
| 10        | Giovani dos Santos            | 11. května 1989 (25 let)   | Villarreal CF        | 76 (14)       | 4        | 1        | 0        | 0        | 326      |          |
| 11        | Alan Pulido                   | 8. března 1991 (23 let)    | Tigres UANL          | 6 (4)         | 0        | 0        | 0        | 0        | 0        |          |
| 14        | Javier Hernández Balcázar     | 1. června 1988 (26 let)    | Manchester United FC | 62 (35)       | 4        | 1        | 0        | 0        | 75       |          |
| 19        | Oribe Peralta                 | 12. ledna 1984 (30 let)    | Santos Laguna        | 33 (16)       | 4        | 1        | 0        | 0        | 302      |          |
| Trenér    |                               |                            |                      |               |          |          |          |          |          |          |
|           | Miguel Herrera                | 18. března 1968 (56 let)   |                      | 10 (5 výher)  |          |          |          |          |          |          |